# Piaggio Ciao
Il Piaggio Ciao è stato uno dei ciclomotori più venduti in Italia. Fu prodotto dalla Piaggio dal 1967 al 2006.

## Caratteristiche
Progettato da un'equipe capeggiata dall'ingegner Bruno Gaddi, sin dalla sua presentazione si è particolarmente distinto per la semplicità meccanica: è infatti provvisto di un motore a cilindro orizzontale da 49,77cm³ (alesaggio × corsa 38,4 × 43 mm) a due tempi funzionante con Miscela olio-benzina al 2%; carburatore Dell'Orto SHA 12/10; distribuzione regolata da una spalla dell'albero motore. Raffreddamento ad aria forzata sul cilindro per mezzo di una ventola ricavata con alette di fusione sul volano magnete. La testa è esposta al flusso d'aria naturale. L'avviamento avviene tramite pedali dapprima molto simili a quelli di una bicicletta, in seguito fatti di metallo ricoperto di plastica nera. Essi azionano con un giro di catena la ruota posteriore, che a sua volta trasmette il movimento al motore attraverso la cinghia di trasmissione. Ciò comporta la presenza di due distinti gruppi di frizione automatica (uno per l'avviamento, l'altro per il moto normale) entrambi alloggiati nel medesimo gruppo rotante. Lo spegnimento non avviene con il consueto "bottone di massa" ma agendo con una corta leva al manubrio su una valvolina in testa (decompressore).

Dotato di un telaio semplice in lamiera d'acciaio, le cui forme richiamavano le biciclette da donna del tempo e al cui interno era ricavato anche il serbatoio del carburante (2,8 litri di capacità), di trasmissione automatica a cinghia trapezoidale e di impianto frenante a tamburo divenne in breve tempo un veicolo di successo al pari dell'altra famosa creazione della casa, la Vespa.

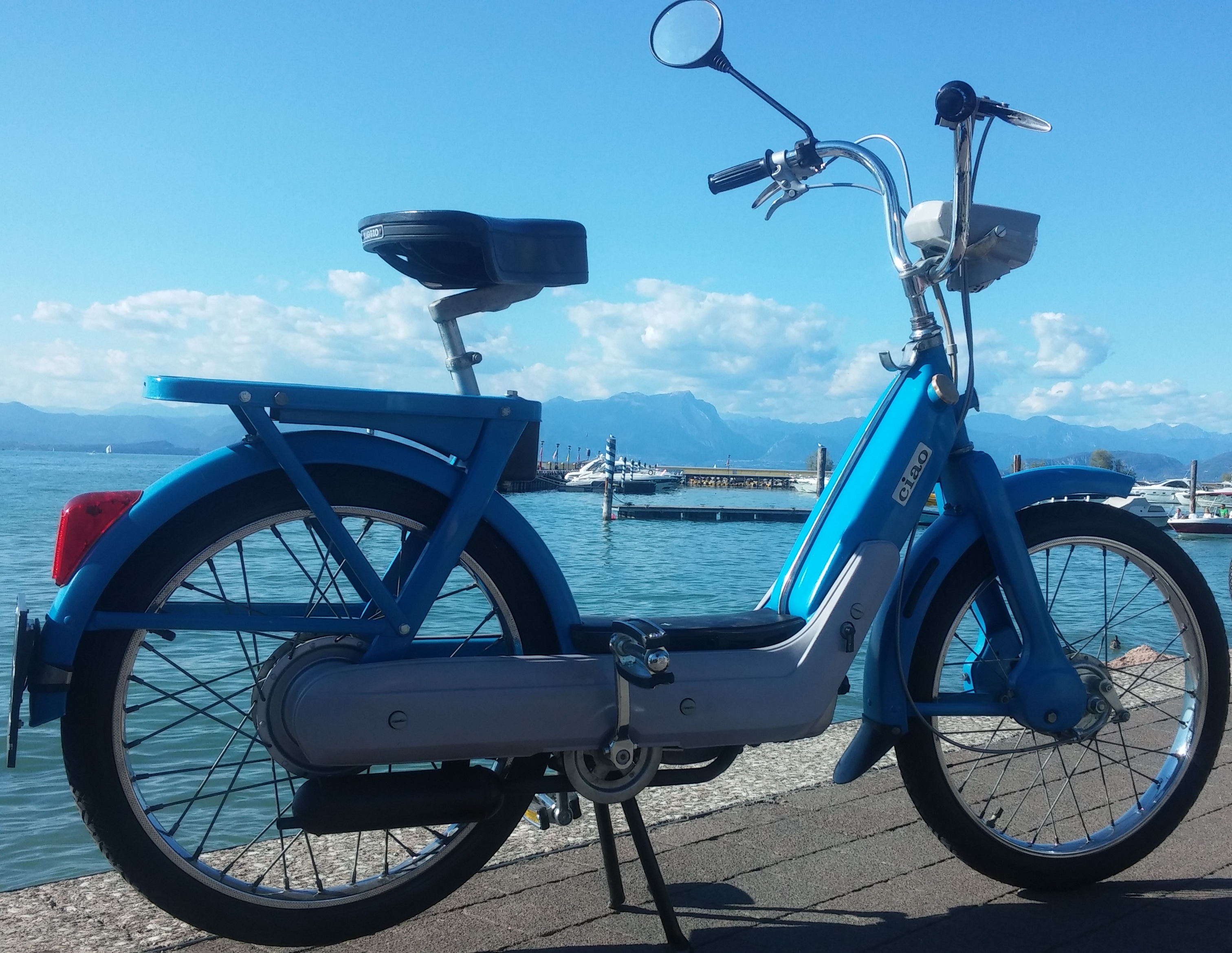
Un modello Arcobaleno Super Confort (SC) del 1973

Nella fabbricazione si era cercato di ridurre al minimo i costi e di contenere il peso (inferiore a 40 kg, a secco); tutto era improntato alla massima semplicità, a partire dall'impianto delle sospensioni anteriori a biscottino. Per quanto riguarda il posteriore, la sospensione era addirittura inesistente e il comfort per il guidatore era affidato a delle molle sottostanti al sellino. Un ridotto numero di esemplari della prima serie (versioni C7N e C9N) aveva la ruota anteriore anch'essa priva di sospensione e dotata di un freno a forcella di tipo ciclistico. Queste scelte tecniche resero possibile, in data 11 ottobre 1967, presentarlo al pubblico al prezzo di listino di sole 54.000 lire (Versioni C7N e C9N), 59.000 lire (versioni C7E e C9E) e 61.000 lire (versioni C7V e C9V). Per fare un paragone, una Vespa 50 Special nel 1969 costava 132.000 lire, più del doppio della versione più accessoriata del Ciao. La prima serie (1967-1970), distinguibile per il faro tondo e il manubrio ad U, era l'unica versione prodotta in sei varianti: tre con ruote da 2-17" (C7), e tre con ruote da 2-19" (C9); ognuna era disponibile con forcella rigida e freni anteriori a pattino (versioni N), forcella elastica (versioni E), oppure con forcella elastica e variatore automatico di velocità (versioni V). Le varianti, quindi, sono: C7N, C9N, C7E, C9E, C7V, C9V. Tutte le altre versioni fino al 1979 erano disponibili solo nelle varianti C7E e C7V.
A partire dal 1971, in sostituzione del Ciao Lusso, venne introdotta la versione SC (Super Confort), nella quale la sella (con le proprie normali molle sotto al rivestimento) era retta da un braccio imperniato nel ripiano portapacchi posteriore e supportato da una corta molla alloggiata nel puntale anteriore del medesimo ripiano. Combinando i due tipi di sella con la presenza o meno del variatore di velocità, vi erano quindi disponibili 4 versioni del modello base (R2-R2V-SC-SCV). Il prezzo massimo (nel 1973) era di poco inferiore a 140.000 lire.

Uno dei suoi punti di forza era certamente il peso irrisorio, oltre al ridotto consumo di carburante (pari a circa 50 km/l, che gli permettono una percorrenza di 140 km con un pieno; la casa dichiarava fosse di 70 km/l) e alla manutenzione particolarmente semplificata. Altre caratteristiche di successo sono il gancio portaborsa, il portapacchi posteriore, l'antifurto di tipo bloccasterzo e la possibilità d'essere impiegato anche come bicicletta semplicemente sbloccando il mozzo posteriore premendo un perno.

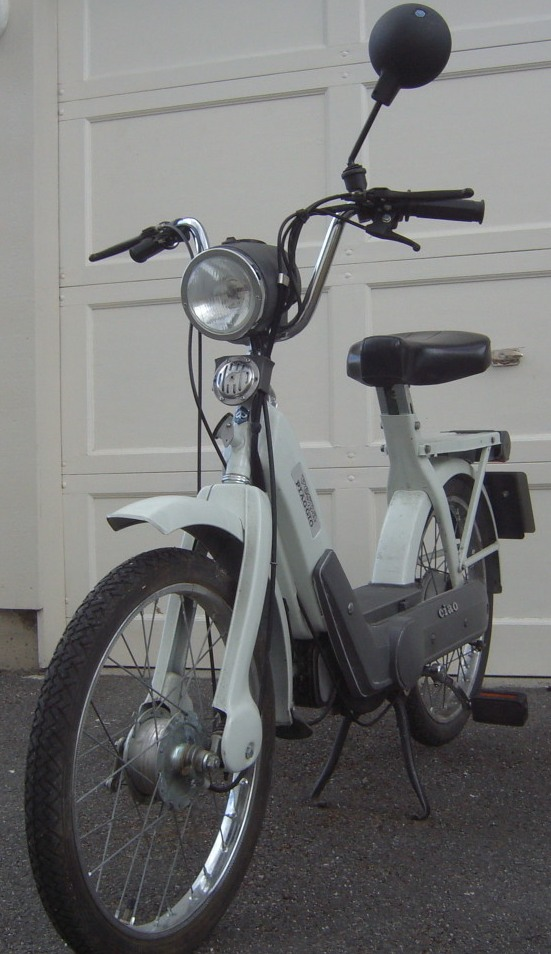
Un Ciao P del mercato svedese

Il suo successo sul mercato indusse varie aziende specializzate nella produzione post-vendita a predisporre accessori ed elaborazioni specifiche per questo modello; tra le più note quelle di Malossi, Polini, Giannelli, Pinasco, Deganello e Simonini. Fra gli accessori disponibili c'erano il parabrezza, lo specchietto sinistro, il tappo per il serbatoio apribile con una chiave, il tachimetro/contachilometri (alloggiato nel faro), il portapacchi anteriore, quello posteriore, cestino portaoggetti, bloccaruota posteriore e borse laterali.
Il suo successo non fu limitato al mercato italiano, ed ottenne un buon riscontro anche sul mercato tedesco, dove veniva venduto in due versioni di cui una (Mofa) con velocità massima ulteriormente ridotta a 25 km/h rispetto a quella di 40 km/h ammessa dal Codice della strada italiano di quel periodo.
Durante i quasi 40 anni di produzione, con 3 milioni e mezzo di esemplari, il Ciao è stato il ciclomotore italiano più venduto nel mondo". La sua linea è rimasta pressoché invariata; le modifiche hanno riguardato principalmente il propulsore. Infatti, nel 1987 fu introdotto un carburatore Dell'Orto SHA 12/12. Nel 1996 viene introdotto un nuovo statore: vengono abbandonate le puntine platinate per far posto alle bobine elettroniche CDI e viene introdotta anche la versione Mix (miscelatore automatico). Nel 1999 il motore viene omologato Euro I che, nel 2003, diventa Euro 2.
Data anche l'importanza storica del modello è stato istituito, in collaborazione con la Piaggio, un Registro Storico dedicato.

## Il Ciao e la "sardomobile"
Sardomobile è il termine metaforico con il quale, negli anni settanta, veniva definita l'automobile in una campagna pubblicitaria della Piaggio.
In quegli anni, molti erano ancora i sostenitori della supremazia del mezzo a due ruote per la mobilità autonoma urbana ed extraurbana che, con il termine "sardomobili", intendevano sottolineare il grande senso di libertà della moto, in rapporto al viaggiare in auto tra anguste pareti di lamiera, quasi come sardine in scatola.
Tale definizione venne introdotta in una fortunata e martellante campagna pubblicitaria della Piaggio che, tra i diversi slogan, recitava: "Le sardomobili hanno cieli di latta. Liberi chi Ciao".
Il termine ebbe grande diffusione, soprattutto tra i giovani motociclisti, e rimase in uso fino agli anni ottanta, quando le maggiori dimensioni interne delle automobili utilitarie prodotte in quel decennio resero meno significativa la condizione di "inscatolamento" degli occupanti.

## Le singole versioni
Il Ciao, dal 1967 al 2006 è stato presentato in varie versioni.
- Ciao Prima serie (1967-1970) distinguibile per il manubrio ad U con attacco a sbalzo e il faro tondo. Unico prodotto in sei varianti. Detto anche "Tipo A".
- Ciao Special (1969-1970) con marmitta cromata, plastiche manubrio a V con logo Piaggio sulla parte centrale, faro rettangolare, sella imbottita con alzatina posteriore, bloccasterzo, rubinetto benzina con riserva e pneumatici fasciabianca.
- Ciao R (Rinnovato) (1970-1972) differisce dalla prima serie per il manubrio a V e il faro rettangolare. Tuttavia i primissimi esemplari conservano il faro tondo. Dal 1971 optional delle plastiche, tappo e faro avorio.
- Ciao Lusso (1970-1971) con manubrio a corna di bue, parafanghi inox, plastiche nere, pneumatici fascia bianca, sella simile a quella del Ciao Special, comandi luci al manubrio.
- Ciao SC (Super Confort) (1971-1972) si differisce dal lusso per gli pneumatici neri, parafanghi verniciati, sella con attacco a doppio molleggio. Durante la produzione cambia il disegno del fanale.
- Ciao Arcobaleno (1972-1974) si differisce dall'R per il disegno delle plastiche e degli adesivi.
- Ciao SC Arcobaleno (1972-1974) si differisce dall'Arcobaleno per il manubrio a corna di bue e la sella SC.
- Ciao Erre2 (1974-1979) con fanale e manubrio di nuovo disegno, parafanghi senza astine.
- Ciao SC Erre2 (1974-1979) si differisce dall'Erre2 per la sella SC.
- Ciao P-PX-PV-PXV (1979-1996) con un nuovo fanale, nuovi fianchetti, nuovo fanalino posteriore. Il PX ha sella SC, il PV ha trasmissione Variomatic. Il PXV, quindi, ha entrambi. Nel corso della produzione subisce alcune modifiche: Prima serie (1979-1986), Ecology System (1986-1988)[6], FL (1988-1992), FL2 (1992-1994), FL3 (1994-1996).
- Ciao Teen (1988-1999) si differisce dal Ciao PX per i cerchi in lega da 16 e la carrozzeria bicolore. Parallelamente al PX, ha subito alcune variazioni: Prima serie (1986-1988), Seconda serie (1988-1992), Terza serie (1992-1994), Nuova linea (1994-1999).
- Ciao Italia 90 (1990) rara versione prodotta in occasione del Campionato mondiale di calcio 1990. Si tratta di un PX azzurro con plastiche bianche e adesivi specifici.
- Ciao Mix (1996-1999) con miscelatore. Serbatoio olio separato incluso nel portapacchi posteriore. Nuovo fanale e nuovi fianchetti. Nuovi cerchi in lega da 16" a 3 razze curve.
- Ciao Mix Teen (1996-1999) si differisce dal Mix per i fianchetti verniciati.
- Ciao P 30th Anniversary (1997) rara versione prodotta per celebrare i 30 anni di produzione del Ciao. Si tratta di un P con fianchetti del Mix.
- Ciao Kat Euro 1 (1999-2003) primo modello di Ciao Catalitico. Si tratta di un PX con nuova sella e scarico omologato Euro I. Prodotto anche con plastiche in tinta. Presenta cerchi in lega da 17" a 5 razze curve.
- Ciao Kat Euro 2 (2003-2006) si differisce dal Ciao Kat Euro 1 per l'omologazione Euro II e il fanalino posteriore di maggiori dimensioni (il più grande tra tutti i ciao) con luci di stop per i freni anteriore e posteriore. Presenta cerchi in lega da 17" a 5 razze curve.

## Il Ciao Porter

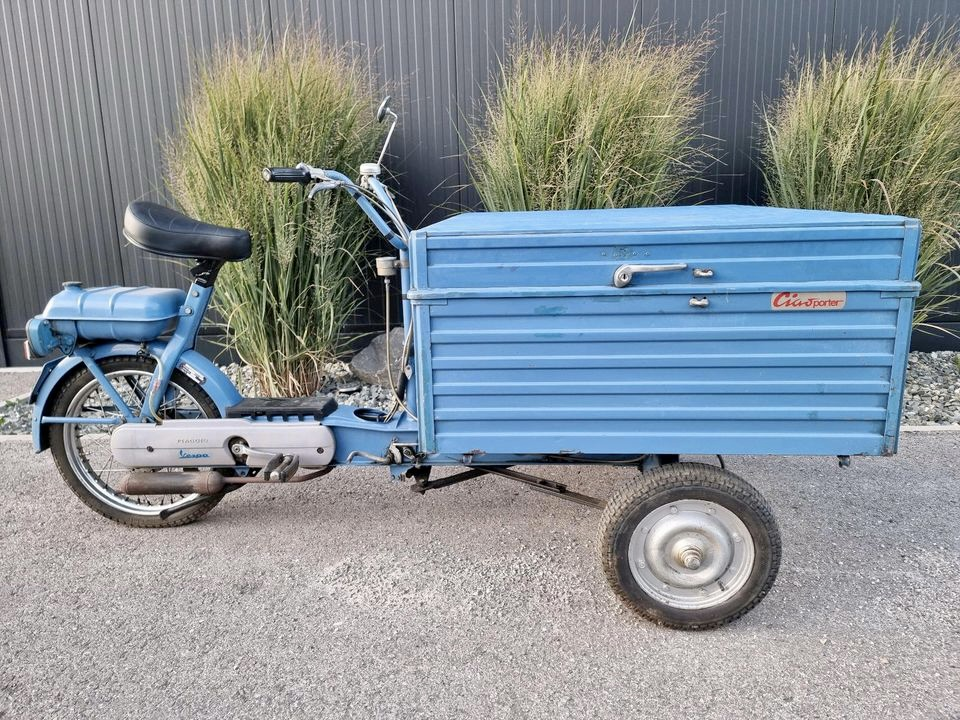
Un Ciao Porter

Il Ciao Porter è una particolare serie di Ciao a tre ruote con cassone anteriore. Era utilizzato prevalentemente dalla nettezza urbana. È stato prodotto in tre versioni:
- Ciao Porter Prima serie (dal 1970): ruota posteriore a raggi, fanale del Ciao Erre 2, leve a punta e freno a pedale diverso dalle altre serie.
- Ciao Porter Seconda serie (1974-92): fanale del Ciao PX, leve terminanti a sfera.
- Ciao Tre (1992-99): ruota in lega, comandi del Ciao PX, accensione elettronica.

## Modelli derivati
Dal Ciao vennero prodotti altri cinque modelli, ciclisticamente più raffinati:
- Piaggio Boxer, prodotto dal 1969 al 1983;
- Piaggio Bravo, dotato di doppio ammortizzatore al posteriore, prodotto dal 1972 al 2001;
- Piaggio Sì, provvisto di forcelle telescopiche accoppiate a un ammortizzatore posteriore, che può essere considerato la versione più moderna del Boxer, prodotto dal 1978 al 2001;
- Piaggio Boss, prodotto dal 1988 al 1989 e dotato di molte innovazioni;
- Piaggio Grillo, prodotto dal 1989 al 1996.

La Gilera, poiché controllata da Piaggio, ha prodotto alcuni ciclomotori adottando propulsore e altre componenti del Ciao. Sono i seguenti:
- Gilera CBA (1977-1989)
- Gilera Eco (1979-1989)
- Gilera Trend (1989-1992)

La Italjet produceva alcuni ciclomotori adottando propulsore del Ciao. Questi sono:
- Italjet Pack solo seconda serie (con motore a puntine) e terza serie (con motore elettronico e Testa del Sì)
- Italjet Tiffany

## Caratteristiche tecniche
| Caratteristiche tecniche - Piaggio Ciao 1967-1987 | Caratteristiche tecniche - Piaggio Ciao 1967-1987 | Caratteristiche tecniche - Piaggio Ciao 1967-1987 | Caratteristiche tecniche - Piaggio Ciao 1967-1987 | Caratteristiche tecniche - Piaggio Ciao 1967-1987 | Caratteristiche tecniche - Piaggio Ciao 1967-1987 |
| Dimensioni e pesi | Dimensioni e pesi | Dimensioni e pesi | Dimensioni e pesi | Dimensioni e pesi | Dimensioni e pesi |
| --- | --- | --- | --- | --- | --- |
| Ingombri (lungh.×largh.×alt.) | 1570 × 630 × 1050 mm | 1570 × 630 × 1050 mm | 1570 × 630 × 1050 mm | 1570 × 630 × 1050 mm | 1570 × 630 × 1050 mm |
| Altezze | Sella: 820 mm | Sella: 820 mm | Sella: 820 mm | Sella: 820 mm | Sella: 820 mm |
| Interasse: 1000 mm | Interasse: 1000 mm | Massa a vuoto: 39/41 kg | Massa a vuoto: 39/41 kg | Serbatoio: 2,8 l, di cui 0,5 l di riserva (miscela al 2%) | Serbatoio: 2,8 l, di cui 0,5 l di riserva (miscela al 2%) |
| Meccanica | | | | | |
| Tipo motore: Monocilindrico a due tempi a cilindro orizzontale. Ammissione regolata dall'albero motore                                                              | Tipo motore: Monocilindrico a due tempi a cilindro orizzontale. Ammissione regolata dall'albero motore                                                                  | Tipo motore: Monocilindrico a due tempi a cilindro orizzontale. Ammissione regolata dall'albero motore                                                                  | Tipo motore: Monocilindrico a due tempi a cilindro orizzontale. Ammissione regolata dall'albero motore                                                                  | Raffreddamento: ad aria forzata | Raffreddamento: ad aria forzata |
| Cilindrata | 49,77 cm³ (Alesaggio 38,4 × Corsa 43 mm) | 49,77 cm³ (Alesaggio 38,4 × Corsa 43 mm) | 49,77 cm³ (Alesaggio 38,4 × Corsa 43 mm) | 49,77 cm³ (Alesaggio 38,4 × Corsa 43 mm) | 49,77 cm³ (Alesaggio 38,4 × Corsa 43 mm) |
| Distribuzione: a valvola rotante a luci incrociate | Distribuzione: a valvola rotante a luci incrociate | Distribuzione: a valvola rotante a luci incrociate | Alimentazione: carburatore Dell'Orto SHA 12/10 Miscela Benzina/olio al 2%                                                                                               | Alimentazione: carburatore Dell'Orto SHA 12/10 Miscela Benzina/olio al 2%                                                                                               | Alimentazione: carburatore Dell'Orto SHA 12/10 Miscela Benzina/olio al 2%                                                                                               |
| Potenza: 1,41 CV a 4.500 giri | Potenza: 1,41 CV a 4.500 giri | Coppia: | Coppia: | Rapporto di compressione: | Rapporto di compressione: |
| Frizione: centrifuga, doppia (avviamento e marcia), all'uscita dell'albero motore nelle versioni monomarcia e all'asse mozzo posteriore per le versioni a variatore | Frizione: centrifuga, doppia (avviamento e marcia), all'uscita dell'albero motore nelle versioni monomarcia e all'asse mozzo posteriore per le versioni a variatore     | Frizione: centrifuga, doppia (avviamento e marcia), all'uscita dell'albero motore nelle versioni monomarcia e all'asse mozzo posteriore per le versioni a variatore     | Cambio: Versioni C7N-E/C9N-E/P/PX: monomarcia Versioni C7V/C9V/PV/PXV: variomatic                                                                                       | Cambio: Versioni C7N-E/C9N-E/P/PX: monomarcia Versioni C7V/C9V/PV/PXV: variomatic                                                                                       | Cambio: Versioni C7N-E/C9N-E/P/PX: monomarcia Versioni C7V/C9V/PV/PXV: variomatic                                                                                       |
| Accensione | a puntine | a puntine | a puntine | a puntine | a puntine |
| Trasmissione | cinghia trapezoidale dal motore al mozzo posteriore; coppia di ingranaggi all'interno di quest'ultimo (treno di 3 nelle versioni con variatore)                         | cinghia trapezoidale dal motore al mozzo posteriore; coppia di ingranaggi all'interno di quest'ultimo (treno di 3 nelle versioni con variatore)                         | cinghia trapezoidale dal motore al mozzo posteriore; coppia di ingranaggi all'interno di quest'ultimo (treno di 3 nelle versioni con variatore)                         | cinghia trapezoidale dal motore al mozzo posteriore; coppia di ingranaggi all'interno di quest'ultimo (treno di 3 nelle versioni con variatore)                         | cinghia trapezoidale dal motore al mozzo posteriore; coppia di ingranaggi all'interno di quest'ultimo (treno di 3 nelle versioni con variatore)                         |
| Avviamento | a pedali | a pedali | a pedali | a pedali | a pedali |
| Ciclistica | | | | | |
| Telaio | in lamiera stampata | in lamiera stampata | in lamiera stampata | in lamiera stampata | in lamiera stampata |
| Sospensioni | Anteriore: a braccetti oscillanti / Posteriore: Molla sotto la sella e telaio sempre rigido; nelle versioni Super Confort e PX, sella con un sistema a doppio molleggio | Anteriore: a braccetti oscillanti / Posteriore: Molla sotto la sella e telaio sempre rigido; nelle versioni Super Confort e PX, sella con un sistema a doppio molleggio | Anteriore: a braccetti oscillanti / Posteriore: Molla sotto la sella e telaio sempre rigido; nelle versioni Super Confort e PX, sella con un sistema a doppio molleggio | Anteriore: a braccetti oscillanti / Posteriore: Molla sotto la sella e telaio sempre rigido; nelle versioni Super Confort e PX, sella con un sistema a doppio molleggio | Anteriore: a braccetti oscillanti / Posteriore: Molla sotto la sella e telaio sempre rigido; nelle versioni Super Confort e PX, sella con un sistema a doppio molleggio |
| Freni | Anteriore: a tamburo da 90 mm / Posteriore: a tamburo da 136 mm | Anteriore: a tamburo da 90 mm / Posteriore: a tamburo da 136 mm | Anteriore: a tamburo da 90 mm / Posteriore: a tamburo da 136 mm | Anteriore: a tamburo da 90 mm / Posteriore: a tamburo da 136 mm | Anteriore: a tamburo da 90 mm / Posteriore: a tamburo da 136 mm |
| Pneumatici | anteriore e posteriore 2-17" (versioni C7 e P-PX-PV-PXV) e 2-19" (versioni C9). Ruote a raggi con cerchi in acciaio.                                                    | anteriore e posteriore 2-17" (versioni C7 e P-PX-PV-PXV) e 2-19" (versioni C9). Ruote a raggi con cerchi in acciaio.                                                    | anteriore e posteriore 2-17" (versioni C7 e P-PX-PV-PXV) e 2-19" (versioni C9). Ruote a raggi con cerchi in acciaio.                                                    | anteriore e posteriore 2-17" (versioni C7 e P-PX-PV-PXV) e 2-19" (versioni C9). Ruote a raggi con cerchi in acciaio.                                                    | anteriore e posteriore 2-17" (versioni C7 e P-PX-PV-PXV) e 2-19" (versioni C9). Ruote a raggi con cerchi in acciaio.                                                    |
| Prestazioni dichiarate | | | | | |
| Velocità massima | 43 km/h | 43 km/h | 43 km/h | 43 km/h | 43 km/h |
| Consumo | percorrenza a 30 km/h costanti: 45 km/l percorrenza a 45 km/h costanti: 30 km/l                                                                                         | percorrenza a 30 km/h costanti: 45 km/l percorrenza a 45 km/h costanti: 30 km/l                                                                                         | percorrenza a 30 km/h costanti: 45 km/l percorrenza a 45 km/h costanti: 30 km/l                                                                                         | percorrenza a 30 km/h costanti: 45 km/l percorrenza a 45 km/h costanti: 30 km/l                                                                                         | percorrenza a 30 km/h costanti: 45 km/l percorrenza a 45 km/h costanti: 30 km/l                                                                                         |
| Fonte dei dati: | | | | | |

| Caratteristiche tecniche - Piaggio Ciao 1987-1996 | Caratteristiche tecniche - Piaggio Ciao 1987-1996 | Caratteristiche tecniche - Piaggio Ciao 1987-1996 | Caratteristiche tecniche - Piaggio Ciao 1987-1996 | Caratteristiche tecniche - Piaggio Ciao 1987-1996 | Caratteristiche tecniche - Piaggio Ciao 1987-1996 |
| Dimensioni e pesi | Dimensioni e pesi | Dimensioni e pesi | Dimensioni e pesi | Dimensioni e pesi | Dimensioni e pesi |
| --- | --- | --- | --- | --- | --- |
| Ingombri (lungh.×largh.×alt.) | 1570 × 630 × 1050 mm | 1570 × 630 × 1050 mm | 1570 × 630 × 1050 mm | 1570 × 630 × 1050 mm | 1570 × 630 × 1050 mm |
| Altezze | Sella: 820 mm | Sella: 820 mm | Sella: 820 mm | Sella: 820 mm | Sella: 820 mm |
| Interasse: 1000 mm | Interasse: 1000 mm | Massa a vuoto: 41 kg | Massa a vuoto: 41 kg | Serbatoio: 2,8 l, di cui 0,5 l di riserva (miscela al 2%) | Serbatoio: 2,8 l, di cui 0,5 l di riserva (miscela al 2%) |
| Meccanica | | | | | |
| Tipo motore: Monocilindrico a due tempi | Tipo motore: Monocilindrico a due tempi | Tipo motore: Monocilindrico a due tempi | Tipo motore: Monocilindrico a due tempi | Raffreddamento: ad aria forzata | Raffreddamento: ad aria forzata |
| Cilindrata | 49,28 cm³ (Alesaggio 38,2 × Corsa 43 mm) | 49,28 cm³ (Alesaggio 38,2 × Corsa 43 mm) | 49,28 cm³ (Alesaggio 38,2 × Corsa 43 mm) | 49,28 cm³ (Alesaggio 38,2 × Corsa 43 mm) | 49,28 cm³ (Alesaggio 38,2 × Corsa 43 mm) |
| Distribuzione: a valvola rotante | Distribuzione: a valvola rotante | Distribuzione: a valvola rotante | Alimentazione: carburatore Dell'Orto SHA 12/12 | Alimentazione: carburatore Dell'Orto SHA 12/12 | Alimentazione: carburatore Dell'Orto SHA 12/12 |
| Potenza: 1,41 CV a 4.500 giri | Potenza: 1,41 CV a 4.500 giri | Coppia: | Coppia: | Rapporto di compressione: | Rapporto di compressione: |
| Frizione: centrifuga, doppia (avviamento e marcia), all'uscita dell'albero motore nelle versioni monomarcia e all'asse mozzo posteriore per le versioni a variatore | Frizione: centrifuga, doppia (avviamento e marcia), all'uscita dell'albero motore nelle versioni monomarcia e all'asse mozzo posteriore per le versioni a variatore         | Frizione: centrifuga, doppia (avviamento e marcia), all'uscita dell'albero motore nelle versioni monomarcia e all'asse mozzo posteriore per le versioni a variatore         | Cambio: Versioni P/PX: monomarcia Versioni PV/PXV: variomatic | Cambio: Versioni P/PX: monomarcia Versioni PV/PXV: variomatic | Cambio: Versioni P/PX: monomarcia Versioni PV/PXV: variomatic |
| Accensione | a puntine | a puntine | a puntine | a puntine | a puntine |
| Trasmissione | cinghia trapezoidale dal motore al mozzo posteriore; coppia di ingranaggi all'interno di quest'ultimo (treno di 3 nelle versioni con variatore)                             | cinghia trapezoidale dal motore al mozzo posteriore; coppia di ingranaggi all'interno di quest'ultimo (treno di 3 nelle versioni con variatore)                             | cinghia trapezoidale dal motore al mozzo posteriore; coppia di ingranaggi all'interno di quest'ultimo (treno di 3 nelle versioni con variatore)                             | cinghia trapezoidale dal motore al mozzo posteriore; coppia di ingranaggi all'interno di quest'ultimo (treno di 3 nelle versioni con variatore)                             | cinghia trapezoidale dal motore al mozzo posteriore; coppia di ingranaggi all'interno di quest'ultimo (treno di 3 nelle versioni con variatore)                             |
| Avviamento | a pedali | a pedali | a pedali | a pedali | a pedali |
| Ciclistica | | | | | |
| Telaio | in lamiera stampata | in lamiera stampata | in lamiera stampata | in lamiera stampata | in lamiera stampata |
| Sospensioni | Anteriore: a braccetti oscillanti / Posteriore: Molla sotto la sella e telaio sempre rigido; nelle versioni Super Confort e PX, sella con un sistema a doppio molleggio     | Anteriore: a braccetti oscillanti / Posteriore: Molla sotto la sella e telaio sempre rigido; nelle versioni Super Confort e PX, sella con un sistema a doppio molleggio     | Anteriore: a braccetti oscillanti / Posteriore: Molla sotto la sella e telaio sempre rigido; nelle versioni Super Confort e PX, sella con un sistema a doppio molleggio     | Anteriore: a braccetti oscillanti / Posteriore: Molla sotto la sella e telaio sempre rigido; nelle versioni Super Confort e PX, sella con un sistema a doppio molleggio     | Anteriore: a braccetti oscillanti / Posteriore: Molla sotto la sella e telaio sempre rigido; nelle versioni Super Confort e PX, sella con un sistema a doppio molleggio     |
| Freni | Anteriore: a tamburo da 90 mm / Posteriore: a tamburo da 136 mm | Anteriore: a tamburo da 90 mm / Posteriore: a tamburo da 136 mm | Anteriore: a tamburo da 90 mm / Posteriore: a tamburo da 136 mm | Anteriore: a tamburo da 90 mm / Posteriore: a tamburo da 136 mm | Anteriore: a tamburo da 90 mm / Posteriore: a tamburo da 136 mm |
| Pneumatici | anteriore e posteriore 2-17" (versioni P-PX-PV-PXV) con ruote a raggi con cerchi in acciaio. Anteriore e posteriore 2-16" (versioni Teen) con ruote in lega a quattro razze | anteriore e posteriore 2-17" (versioni P-PX-PV-PXV) con ruote a raggi con cerchi in acciaio. Anteriore e posteriore 2-16" (versioni Teen) con ruote in lega a quattro razze | anteriore e posteriore 2-17" (versioni P-PX-PV-PXV) con ruote a raggi con cerchi in acciaio. Anteriore e posteriore 2-16" (versioni Teen) con ruote in lega a quattro razze | anteriore e posteriore 2-17" (versioni P-PX-PV-PXV) con ruote a raggi con cerchi in acciaio. Anteriore e posteriore 2-16" (versioni Teen) con ruote in lega a quattro razze | anteriore e posteriore 2-17" (versioni P-PX-PV-PXV) con ruote a raggi con cerchi in acciaio. Anteriore e posteriore 2-16" (versioni Teen) con ruote in lega a quattro razze |
| Prestazioni dichiarate | | | | | |
| Velocità massima | 45 km/h | 45 km/h | 45 km/h | 45 km/h | 45 km/h |
| Consumo | percorrenza a 30 km/h costanti: 43 km/l percorrenza a 45 km/h costanti: 30 km/l                                                                                             | percorrenza a 30 km/h costanti: 43 km/l percorrenza a 45 km/h costanti: 30 km/l                                                                                             | percorrenza a 30 km/h costanti: 43 km/l percorrenza a 45 km/h costanti: 30 km/l                                                                                             | percorrenza a 30 km/h costanti: 43 km/l percorrenza a 45 km/h costanti: 30 km/l                                                                                             | percorrenza a 30 km/h costanti: 43 km/l percorrenza a 45 km/h costanti: 30 km/l                                                                                             |
| Fonte dei dati: | | | | | |

| Caratteristiche tecniche - Piaggio Ciao 1996-2006 | Caratteristiche tecniche - Piaggio Ciao 1996-2006 | Caratteristiche tecniche - Piaggio Ciao 1996-2006 | Caratteristiche tecniche - Piaggio Ciao 1996-2006                                                                                               | Caratteristiche tecniche - Piaggio Ciao 1996-2006                                                                                               | Caratteristiche tecniche - Piaggio Ciao 1996-2006                                                                                               |
| --- | --- | --- | --- | --- | --- |
| | | | | | |
| Dimensioni e pesi | | | | | |
| Ingombri (lungh.×largh.×alt.) | 1600 × 650 × 1050 mm | 1600 × 650 × 1050 mm | 1600 × 650 × 1050 mm | 1600 × 650 × 1050 mm | 1600 × 650 × 1050 mm |
| Altezze | Sella: 820 mm | Sella: 820 mm | Sella: 820 mm | Sella: 820 mm | Sella: 820 mm |
| Interasse: 1030 mm | Interasse: 1030 mm | Massa a vuoto: Versioni a miscela: 43 kg Versione mix: 48 kg | Massa a vuoto: Versioni a miscela: 43 kg Versione mix: 48 kg                                                                                    | Serbatoio: 2,8 l, di cui 0,5 l di riserva Serbatoio olio (versione Mix): 0,7 l                                                                  | Serbatoio: 2,8 l, di cui 0,5 l di riserva Serbatoio olio (versione Mix): 0,7 l                                                                  |
| Meccanica | | | | | |
| Tipo motore: Monocilindrico a due tempi | Tipo motore: Monocilindrico a due tempi | Tipo motore: Monocilindrico a due tempi | Tipo motore: Monocilindrico a due tempi | Raffreddamento: ad aria forzata | Raffreddamento: ad aria forzata |
| Cilindrata | 49,28 cm³ (Alesaggio 38,2 × Corsa 43 mm) | 49,28 cm³ (Alesaggio 38,2 × Corsa 43 mm) | 49,28 cm³ (Alesaggio 38,2 × Corsa 43 mm) | 49,28 cm³ (Alesaggio 38,2 × Corsa 43 mm) | 49,28 cm³ (Alesaggio 38,2 × Corsa 43 mm) |
| Distribuzione: a valvola rotante | Distribuzione: a valvola rotante | Distribuzione: a valvola rotante | Alimentazione: carburatore Dell'Orto SHA 12/12 Miscela Benzina/olio al 2% oppure Miscelatore automatico (versione Mix)                          | Alimentazione: carburatore Dell'Orto SHA 12/12 Miscela Benzina/olio al 2% oppure Miscelatore automatico (versione Mix)                          | Alimentazione: carburatore Dell'Orto SHA 12/12 Miscela Benzina/olio al 2% oppure Miscelatore automatico (versione Mix)                          |
| Potenza: 2,1 CV a 4.500 giri | Potenza: 2,1 CV a 4.500 giri | Coppia: | Coppia: | Rapporto di compressione: | Rapporto di compressione: |
| Frizione: centrifuga, doppia (avviamento e marcia), all'uscita dell'albero motore nelle versioni monomarcia e all'asse mozzo posteriore per le versioni a variatore | Frizione: centrifuga, doppia (avviamento e marcia), all'uscita dell'albero motore nelle versioni monomarcia e all'asse mozzo posteriore per le versioni a variatore | Frizione: centrifuga, doppia (avviamento e marcia), all'uscita dell'albero motore nelle versioni monomarcia e all'asse mozzo posteriore per le versioni a variatore | Cambio: Versioni P/PX/Kat: monomarcia Versioni PV/PXV: variomatic                                                                               | Cambio: Versioni P/PX/Kat: monomarcia Versioni PV/PXV: variomatic                                                                               | Cambio: Versioni P/PX/Kat: monomarcia Versioni PV/PXV: variomatic                                                                               |
| Accensione | elettronica | elettronica | elettronica | elettronica | elettronica |
| Trasmissione | cinghia trapezoidale dal motore al mozzo posteriore; coppia di ingranaggi all'interno di quest'ultimo (treno di 3 nelle versioni con variatore)                     | cinghia trapezoidale dal motore al mozzo posteriore; coppia di ingranaggi all'interno di quest'ultimo (treno di 3 nelle versioni con variatore)                     | cinghia trapezoidale dal motore al mozzo posteriore; coppia di ingranaggi all'interno di quest'ultimo (treno di 3 nelle versioni con variatore) | cinghia trapezoidale dal motore al mozzo posteriore; coppia di ingranaggi all'interno di quest'ultimo (treno di 3 nelle versioni con variatore) | cinghia trapezoidale dal motore al mozzo posteriore; coppia di ingranaggi all'interno di quest'ultimo (treno di 3 nelle versioni con variatore) |
| Avviamento | a pedali | a pedali | a pedali | a pedali | a pedali |
| Ciclistica | | | | | |
| Telaio | in lamiera stampata | in lamiera stampata | in lamiera stampata | in lamiera stampata | in lamiera stampata |
| Sospensioni | Anteriore: a braccetti oscillanti / Posteriore: Sella con un sistema a doppio molleggio                                                                             | Anteriore: a braccetti oscillanti / Posteriore: Sella con un sistema a doppio molleggio                                                                             | Anteriore: a braccetti oscillanti / Posteriore: Sella con un sistema a doppio molleggio                                                         | Anteriore: a braccetti oscillanti / Posteriore: Sella con un sistema a doppio molleggio                                                         | Anteriore: a braccetti oscillanti / Posteriore: Sella con un sistema a doppio molleggio                                                         |
| Freni | Anteriore: a tamburo da 104 mm / Posteriore: a tamburo da 137 mm | Anteriore: a tamburo da 104 mm / Posteriore: a tamburo da 137 mm | Anteriore: a tamburo da 104 mm / Posteriore: a tamburo da 137 mm                                                                                | Anteriore: a tamburo da 104 mm / Posteriore: a tamburo da 137 mm                                                                                | Anteriore: a tamburo da 104 mm / Posteriore: a tamburo da 137 mm                                                                                |
| Pneumatici | anteriore e posteriore 2-1/4x16". Ruote in lega a cinque razze. | anteriore e posteriore 2-1/4x16". Ruote in lega a cinque razze. | anteriore e posteriore 2-1/4x16". Ruote in lega a cinque razze.                                                                                 | anteriore e posteriore 2-1/4x16". Ruote in lega a cinque razze.                                                                                 | anteriore e posteriore 2-1/4x16". Ruote in lega a cinque razze.                                                                                 |
| Prestazioni dichiarate | | | | | |
| Velocità massima | 45 km/h | 45 km/h | 45 km/h | 45 km/h | 45 km/h |
| Consumo | percorrenza a 30 km/h costanti: 45 km/l percorrenza a 45 km/h costanti: 32 km/l                                                                                     | percorrenza a 30 km/h costanti: 45 km/l percorrenza a 45 km/h costanti: 32 km/l                                                                                     | percorrenza a 30 km/h costanti: 45 km/l percorrenza a 45 km/h costanti: 32 km/l                                                                 | percorrenza a 30 km/h costanti: 45 km/l percorrenza a 45 km/h costanti: 32 km/l                                                                 | percorrenza a 30 km/h costanti: 45 km/l percorrenza a 45 km/h costanti: 32 km/l                                                                 |
| Altro | | | | | |
| Omologazione | Euro I dal 1999 al 2003 Euro II dal 2003 al 2006 | Euro I dal 1999 al 2003 Euro II dal 2003 al 2006 | Euro I dal 1999 al 2003 Euro II dal 2003 al 2006                                                                                                | Euro I dal 1999 al 2003 Euro II dal 2003 al 2006                                                                                                | Euro I dal 1999 al 2003 Euro II dal 2003 al 2006                                                                                                |
| Fonte dei dati: | | | | | |